# アントニ・ズドラヴコフ
アントニ・イヴァノフ・ズドラヴコフ（ブルガリア語: Антони Иванов Здравков、1964年8月20日 - ）は、ブルガリアの元サッカー選手、現サッカー指導者。元ブルガリア代表。

## クラブ歴
1984年にレフスキ・ソフィアに加入すると1984-85シーズンに早速ブルガリアプロサッカーリーグを制覇、1986-87シーズンにはブルガリア・カップを制覇した。その後、PFCロコモティフ・ソフィアに移籍したがあまり揮わず、FCヤントラ・ガブロヴォに移籍した。
ブルガリア人民共和国が崩壊すると、海外に活路を求めてポルトガルに渡った。CSマリティモに加入したものの上手く行かず、CDナシオナル、スポルト・ベンフィカ・エ・カステロ・ブランコとクラブを変えて行ったが、やはり活躍は出来なかった。
1993年にブルガリアに帰国し、ロコモティフ・ソフィアに再加入。その後も2部以下のクラブを転々とし、2000年末に36歳で引退した。

## 代表歴
キャリアの初期である1986年から1989年にかけてブルガリア代表として3試合に出場した。

## 監督歴
選手引退から数年して指導者となった。PFCチャヴダル・ビャラ・スラティナで監督としてのキャリアを始めた。
翌2006年にFCカリアグラ・カヴァルナに移籍、ヴェリスラフ・ヴツォフの下でアシスタントコーチとなり、2007-08シーズンのブルガリア・カップ準決勝進出という快挙を成し遂げた。リーグでも2位にまで押し上げる好成績を残した。その後一時期監督も務めたが、レフスキ・ソフィアからゲオルギ・イヴァノフの下でアシスタントコーチの仕事を依頼され移籍。と言ってもイヴァノフは当時UEFAのライセンスを保有していなかったため、名義上はズドラヴコフが監督を務めた時期もあった。この二人のタッグでクラブはリーグを3位で終え、UEFAヨーロッパリーグへの出場権を獲得した。その後、ヤーセン・ペトロフが監督に就任したため退任となった。
その後、カリアグラに復帰したが、この時には既に1部に昇格していた。2010-11シーズンを12位で終えて1部に残留したが、この結果に不満を抱かれ解任、後任はアダルベルト・ザフィロフとなった。
そして再びレフスキ・ソフィアでイヴァノフのアシスタントを務め、2011年12月にPOFCボテフ・ヴラツァの監督に就任。2013年4月7日のPFC CSKAソフィア戦では審判の判定に抗議、審判に対してレッドカードを提示したため退場及び1試合の謹慎処分となった。
2013年にレフスキ・ソフィアで監督に就任するが、翌2014年3月19日のブルガリア・カップ準決勝で敗北し辞任。同年10月にブルガリアU-21代表監督に就任した。

## タイトル

### 選手
レフスキ・ソフィア
- ブルガリアプロサッカーリーグ: 1984–85
- ブルガリア・カップ: 1986